# Tryckcentrum
Tryckcentrum (förkortning: Tc) eller lyftkraftcentrum (förkortning: Lc) är luftkraftens angreppspunkt och förflyttar sig med ändrad anfallsvinkel. Luftkraften består av komponenterna lyftkraft och motstånd. Tryckcentrum är alltså en punkt som varierar med anfallsvinkeln. Den är alltså inte identiskt med aerodynamiskt centrum även om de kan sammanfalla för vissa kombinationer av vingprofiler och anfallsvinkel.
{\displaystyle x_{cp}=-{\frac {C_{m,x=0}}{C_{L}}}c_{ref}}

## Externa citat
```
”VÄGEN TILL DRAKEN”
. 
https://www.j35draken.com/vagen-till-draken
.
 
Läst 18 juli 2022
.
 
 – Stabilitet och vågmotstånd: Den punkt där all lyftkraft från bärytorna tänks sammanfalla kallas lyftkraftscentrum eller tryckcentrum Tc. För att flygplanet skall vara stabilt måste tyngdpunkten Tp alltid ligga framför Tc. Då vill flygplanet egentligen dyka, men detta motverkas av stabilisatorn som ger en nedåtriktad kraft. Utsätts flygplanet för en störning, strävar flygplanet efter att återgå till sitt tidigare läge. Om Tp däremot ligger bakom Tc är flygplanet instabilt och varje störning måste kompenseras med roderutslag. Tyngdpunktens läge måste dessutom få variera inom fastställda gränser under flygning beroende på minskad bränslemängd, fällning av vapenlast, mm och längdstabiliteten kommer då också att variera.
Luftströmmen runt ett flygande föremål är alltid högre än föremålets fart genom luften eftersom luften inte kan passera rakt igenom, utan måste ta sig runt föremålet. Vi får alltså en lokal hastighetsökning för att inte vakuum ska uppstå. När flygplanet närmar sig ljudhastigheten, kommer strömningen över vissa delar därför att nå 
ljudhastighet
 före resten av flygplanet. (Den lägsta hastighet där detta fenomen uppkommer kallas kritiskt machtal). När luften sedan åter bromsas upp till underljudsfart uppstår en stötvåg av ljudvågor som ”hunnit ikapp” varandra. Denna stötvåg innebär en kraftig ökning av motståndet och gör att luftmotståndet ökar kraftigt vid hastigheter i närheten av 
Mach
 1. Dessa stötar kan ge upphov till tryckcentrumvandringar som påverkar stabiliteten, liksom buffetting, dvs. vibrationer och skakningar i flygplanet. Denna typ av motstånd kallas vågmotstånd och är försumbart vid låga flyghastigheter. Vågmotståndet är den dominerande anledningen till att luftmotståndet ökar kraftigt vid hastigheter i närheten av Mach 1.
Vid överljudshastigheter bildas istället en konformad stötvåg som vi uppfattar som en ljudbang, även om det egentligen är ett kontinuerligt ljudfenomen som följer flygplanet. På en normal vinge ligger Tc ungefär 20 % in på vingens medelkorda (korda = ett tvärsnitt av vingen). När vågmotståndet ökar förflyttar sig tryckcentrum bakåt till ungefär 50 % av kordan. Denna förflyttning innebär att nosen tenderar att sänkas och att stabliteten ökar.
```